# هيلمان مينكس
هيلمان مينكس {{بالانجليزية: Hillman Minx}} سيارة عائلية متوسطة الحجم أنتجها صانع السيارات البريطاني هيلمان من 1931 إلى 1970. كانت هناك العديد من الإصدارات من مينكس خلال تلك الفترة، فضلا عن المتغيرات المهندسة شارة المباعة من قبل هامبر، المغني، وشعاع الشمس.
من منتصف 1950s إلى منتصف 1960s ، كانت Minx ومشتقاتها أكبر البائعين من عائلة "Audax" من السيارات من Rootes ، والتي شملت أيضا المغني Gazelle و Sunbeam Rapier. كانت النسخة النهائية من Minx هي "New Minx" التي تم إطلاقها في عام 1967، والتي كانت جزءا من عائلة "Arrow" وهي في الأساس نسخة أساسية من Hillman Hunter. بشكل عام، كان Minx متاحا في أشكال الصالون والعقارات بأربعة أبواب، مع محرك 1496-cc.
كان Hillman Super Minx نموذجا أكبر قليلا تم تقديمه خلال عصر Audax.
طوال حياة مينكس، كان هناك عادة نسخة العقارات-و، من 1954 إلى 1965، والعقارات قصيرة قاعدة العجلات، هيلمان أجش، ومشتق فان المعروفة باسم الكوز كومر.
تم إحياء اسم طراز Minx لفترة وجيزة-إلى جانب اسم" Rapier "، كما هو مطبق على إصدار Sunbeam Rapier من عائلة Audax – كإصدار خاص في وقت متأخر من حياة سيارات Talbot Alpine / Talbot Solara ، التي تنتجها كرايسلر أوروبا بعد استحواذها على مجموعة Rootes.

## قبل الحرب العالمية الثانية مينكس
هيلمان مينكس 1932: كانت مينكس المبكرة سيارة مصممة بشكل متحفظ
تم الإعلان عن مينكس الأصلي إلى محذر (في أغسطس) الجمهور 1 أكتوبر 1931.It كان واضحا وتقليديا مع هيكل فولاذي مضغوط على هيكل منفصل ومحرك 30 bhp 1185 cc ينتج طاقة مبطنة.[ملاحظة 1] تمت ترقيته مع نقل أربع سرعات في عام 1934 وترقية التصميم، والأكثر وضوحا مصبغة على شكل حرف V قليلا. بالنسبة لعام 1935، كان النطاق مشابها باستثناء أنه تمت إضافة synchromesh إلى جميع التروس الأمامية وأصبحت هذه المينكس أول سيارة منتجة بكميات كبيرة مع علبة تروس synchromesh بالكامل.[4] تم تصميمه من قبل المدير الفني لـ Rootes الكابتن جون صموئيل إيرفينغ (1880-1953) مصمم محركات Sunbeam aero والسهم الذهبي لـ Sunbeam بالتعاون مع Alfred Herbert Wilde ، (1891-1930) مؤخرا كبير مهندسي Standard ومصمم Standard Nine.
كان لنموذج 1936 اسم جديد، Minx Magnificent ، وتصفيف مع جسم أكثر تنوعا. تم تشديد الهيكل وتحرك المحرك إلى الأمام لإعطاء مساحة أكبر للركاب. تم الآن تعيين اللوحة الخلفية، الرأسية سابقا، بزاوية مائلة، وعرضت الشركات المصنعة خيار شبكة الأمتعة القابلة للطي المرفقة باللوحة الخلفية مقابل «جنيهين وسبعة شلن وستة بنسات» (أقل قليلا من £2.40) رسمت. وأضيفت كومر أشر سيارة العقارات إلى مجموعة.
كان النموذج النهائي قبل الحرب هو 1938 Minx. لم يكن هناك المزيد من الجولات السياحية التي بنيت في المصنع ولكن بعضها تم صنعه بواسطة Carbodies. كانت السيارة مشابهة بصريا للرائعة، مع شبكة مختلفة، وكان الوصول إلى صندوق الأمتعة (الجذع) خارجيا (تم الوصول إلى السلف عن طريق طي المقعد الخلفي). كان هناك نموذجان للصالون في المجموعة، وهو نموذج «السلامة» الأساسي مع تقليم rexine بسيط بدلا من الجلد، ولا توجد مصابيح أمامية مفتوحة، ومستويات تقليم أقل فخامة. كان نموذج دي لوكس تقليم الجلود، وفتح الربع، ومنصات تقليم إضافية، ومختلف فوائد الراحة الأخرى. ومع ذلك، لم يكن طراز 1938 هو التكرار النهائي قبل اندلاع الحرب، حيث كان طراز 1939 مختلفا بشكل كبير ميكانيكيا، مع تحسن نظام الدفع بالكامل تقريبا إلى الحد الذي تكون فيه أجزاء قليلة قابلة للتبديل مع طراز 1938. وهذا يشمل علبة التروس، التفاضلية، نصف مهاوي، صندوق التوجيه، والعديد من التغييرات الميكانيكية والتجميلية الأخرى. حتى الشبكة الأمامية، التي تبدو للعين غير الرسمية متطابقة تقريبا مع طراز 1938، أصبحت مكونا من سبيكة مضغوطة بدلا من مركب.

## مينكس زمن الحرب
خلال الحرب العالمية الثانية، أنتجت شركات السيارات البريطانية ناقلات حمولة فائدة بسيطة، أو السيارة، أو الأداة الخفيفة أو "Tilly" التي تم تطويرها فيما بعد لتصبح Hillman Gnat التجريبية. بالنسبة لهيلمان، كان Hillman 10HP ، وهو هيكل Minx مع سيارة أجرة من شخصين ومنطقة تحميل مغطاة خلفها. كما تم إنتاج الصالون الأساسي للاستخدام العسكري والمدني الأساسي من 1940 إلى 1944.

## مينكس مارك الأول إلى الثامن (1945-57)
كان للمينكس الذي تم بيعه بين عامي 1945 و 1947 نفس محرك الصمام الجانبي 1185 cc ، نفس قاعدة العجلات ونفس شكل المينكس قبل الحرب. أصبح هذا مينكس بعد الحرب يعرف باسم مينكس مارك الأول (أو مينكس المرحلة الأولى). وكان هذا أول مينكس مع التمهيد جاحظ (الجذع) أن أومأ إلى بونتون، تصميم ثلاثة مربع بحلول ذلك الوقت استبدال نظرة «شقة الظهر»، ورثت من النماذج التي ظهرت لأول مرة في 1930s. بين عامي 1947 و 1948، عرضت هيلمان نسخة معدلة أطلقوا عليها اسم مينكس مارك الثاني.
تم بيع مينكس أكثر حداثة، مارك الثالث، من عام 1948. تم تقديم ثلاثة أنماط مختلفة للجسم في البداية، وهي الصالون والسيارات العقارية و drophead coupé (المكشوفة). تحت المعدن، ومع ذلك، وبصرف النظر عن التعليق الأمامي المحدث، لم يتغير الكثير: احتفظ مارك الثالث بمحرك صمام جانبي 1185 cc لسابقه. خرج الطاقة المطالب به، عند 35 bhp (26.1 kW)، لم يتغير أيضا. ومع ذلك، في عام 1949، كان المحرك القديم يشعر بالملل وزادت نسبة الضغط، بالنسبة إلى Minx Mark IV ، إلى 1265 cc ، وزاد إنتاج الطاقة بنسبة 7 في المائة إلى 37.5 bhp (28.0 kW).[11] كان لصالون مارك الرابع الذي اختبرته مجلة Motor في عام 1949 سرعة قصوى تبلغ 67 ميلا في الساعة (108 كم/ساعة) ويمكن أن يتسارع من 0-60 ميلا في الساعة (97 كم/ساعة) في 39.7 ثانية. تم تسجيل استهلاك وقود يبلغ 32.1 ميلا لكل غالون إمبراطوري (8.8 لتر/100 كم؛ 26.7 ميلا في الغالون‑الولايات المتحدة). تكلفة السيارة اختبار £505 بما في ذلك الضرائب، والسعر بما في ذلك الراديو (£36)، الإفراط في الدراجين (£5) وسخان (£18).
ظهرت علامة V ، التي تم تقديمها في عام 1951، تقليم الكروم الجانبي وفرملة اليد المثبتة على الأرض.[12]
احتوى مارك السادس لعام 1953 على شبكة جديدة وغرف احتراق منقحة وعجلة قيادة ثنائية الكلام.[12] تمت إضافة اختلاف رابع للجسم، تم تسميته باسم Hillman Minx Californian ، وهو عبارة عن كوبيه ذو بابين، مع عمود b بشكل غير عادي، والذي انتهى بعيدا عن الأنظار مع النافذة الجانبية الخلفية لإعطاء خط نافذة غير منقطع عندما تم فتح جميع النوافذ بالكامل: كانت مجموعة النافذة الخلفية ذات شكل التفاف من ثلاث قطع.[13] ظلت قاعدة العجلات والطول الكلي للسيارة كما هو الحال في الصالون ذي الأبواب الأربعة والتباديل القابلة للتحويل. ظهرت Mark VII ، التي تم تقديمها أيضا في عام 1953، واقيات طينية خلفية أطول وحذاء أكبر.[12] بالنسبة إلى Mark VIII ، في عام 1954، تم تركيب محرك ohv 1390 cc جديد. هذا المحرك، بعد ذلك بعامين، ذهب إلى الأول من Minxes "Audax series" الجديدة.
لفترة قصيرة في أوائل 1950s ، تم بيع Hillman Minxes في الولايات المتحدة للأميركيين الذين يبحثون عن أفضل الأميال الغاز. كانت المراجعات الأمريكية للسيارة فاترة.[14] بين عامي 1953 و 1956 تم إنتاج Mark VI To Mark VIII Isuzu Hillman Minx في اليابان بواسطة Isuzu Motors ، [15][16] قبل تقديمها عام 1961 لـ Bellel.[8]
تم إنتاج متغير فائدة كوبيه 2-door من Minx Mark VIII بواسطة Rootes Australia باسم Hillman de luxe Utility ، حوالي عام 1956.

## Audax design Hillman Minx (السلسلة الأولى إلى السلسلة السادسة، 1956-67)
تم تصميم جسم Audax من قبل مجموعة Rootes ، ولكن ساعدته منظمة Raymond Loewy design ، التي شاركت في تصميم studebaker coupés في عام 1953. أعلنت في مايو 1956[20] ذهبت السيارة من خلال سلسلة من المصاعد وجه السنوية كل نظرا لعدد سلسلة، استبدال رقم علامة المستخدمة في Minxes السابقة. تبع السلسلة الأولى، التي تم تقديمها في عام 1956، السلسلة الثانية في عام 1957، السلسلة الثالثة في عام 1958، السلسلة IIIA في عام 1959، السلسلة IIIB في عام 1960، السلسلة IIIC في عام 1961، السلسلة V في عام 1963 والمسلسل السادس في عام 1965.[21] لم يكن هناك سلسلة IV. على مر السنين تم زيادة سعة المحرك من 1390 سم مكعب (في السلسلة الأولى والثانية) إلى 1725 سم مكعب في السلسلة السادسة. تم تقديم مجموعة متنوعة من ناقل الحركة اليدوي، مع تغيير العمود أو الأرضية، وناقل الحركة الأوتوماتيكي. بالنسبة للإصدار التلقائي، استخدمت السلسلة I و Series II نظام دواسة Lockheed Manumatic two (في الحقيقة مجرد شبه تلقائي)، السلسلة III A Smiths Easidrive و V / VI A Borg Warner. تم تجهيز السلسلة VI مع علبة تروس synchromesh بالكامل.[22]
سلسلة III ديلوكس صالون مع محرك 1494 سم مكعب اختبارها من قبل المجلة البريطانية كان المحرك في عام 1958 سرعة قصوى تبلغ 76.9 ميل في الساعة (123.8 كم/ساعة) ويمكن أن يتسارع من 0-60 ميل في الساعة (97 كم/ساعة) في 25.4 ثانية. تم تسجيل استهلاك وقود يبلغ 31.8 ميلا لكل غالون إمبراطوري (8.9 لتر/100 كم؛ 26.5 ميلا في الغالون‑الولايات المتحدة). تكلفة السيارة اختبار 794 £بما في ذلك الضرائب من 265£.[23]
كانت هناك متغيرات Singer Gazelle و Sunbeam Rapier لجميع طرازات Hillman Minx هذه، واستخدمت الأسماء مرة أخرى على المشتقات في نطاق Rootes Arrow لاحقا. تم إعادة أشر بعض النماذج في بعض الأسواق، مع شعاع الشمس وهامبر ماركيز المستخدمة لبعض الصادرات.
أنشأ المستورد / المجمع النيوزيلندي تود موتورز طرازي هامبر 80 وهامبر 90، وهما طرازان هندسيان للشارة على التوالي على مينكس وسوبر مينكس، وكلاهما وسيلة لتأمين تراخيص استيراد إضافية نادرة لمجموعات تجميع CKD وإعطاء تجار هامبر سيارة أصغر لبيعها إلى جانب الصقور المجمعة محليا وسوبر سنيب. على الرغم من أن 90 كان متطابقا مع جزء Super Minx من badging ، إلا أن 80 أرخص يتميز بتصميم مصبغة أفقية. واعترف هامبر 80 في 1980s روجر قاعة اللعب سجناء الأم إنجلترا، الذي مهاجر وصل حديثا في نيوزيلندا البقع واحد ويصرخ: «هامبر 80? لا يوجد مثل هذه السيارة!»
في أستراليا تم إصدار نموذج سلسلة Va في عام 1965.[24] تم تجهيزه بمحرك 1592cc أكثر قوة وعلبة التروس المتزامنة بالكامل المخصصة لنموذج السلسلة السادسة القادم.[24]
تم بناء Audax Minx أيضا في اليابان من قبل Isuzu Motors باسم Isuzu Hillman Minx بموجب ترخيص من Rootes بين سبتمبر 1956 ويونيو 1964.[16] أنتجت ايسوزو الخاصة فريدة من نوعها نسخة سيارة العقارات، ايسوزو هيلمان اكسبرس، من 1958 إلى 1964.

## سوبر مينكس (1961-67)
تم إطلاق Hillman Super Minx في وقت متأخر من عام 1961، وكان الغرض منه في مرحلة واحدة استبدال سلسلة Minx III.[26] في حالة استبدال السلسلة الثالثة في عام 1963 بالسلسلة V ، في حين تم إطلاق Super Minx كنموذج منفصل، وإن كان مرتبطا ارتباطا وثيقا.

## مينكس جديدة
تولى مينكس بديل (تم تحديده في بعض الأحيان، بأثر رجعي، مثل المينكس الجديد) من السلسلة السادسة في عام 1967. كانت نسخة مواصفات مخفضة من Hillman Hunter.[28] تم إنتاج إصدارات الصالون والعقارات، وهي مجهزة في البداية بمحرك 54 bhp 1496 cc 4 cylinder.[28] أصبح محرك 61 bhp 1725cc متاحا في عام 1968.[29] تم استبدال Minx النهائي بنموذج Hillman Hunter De Luxe في عام 1970.